# Subdivisions de la Namibie
Cet article traite des subdivisions de la Namibie.

## Régions

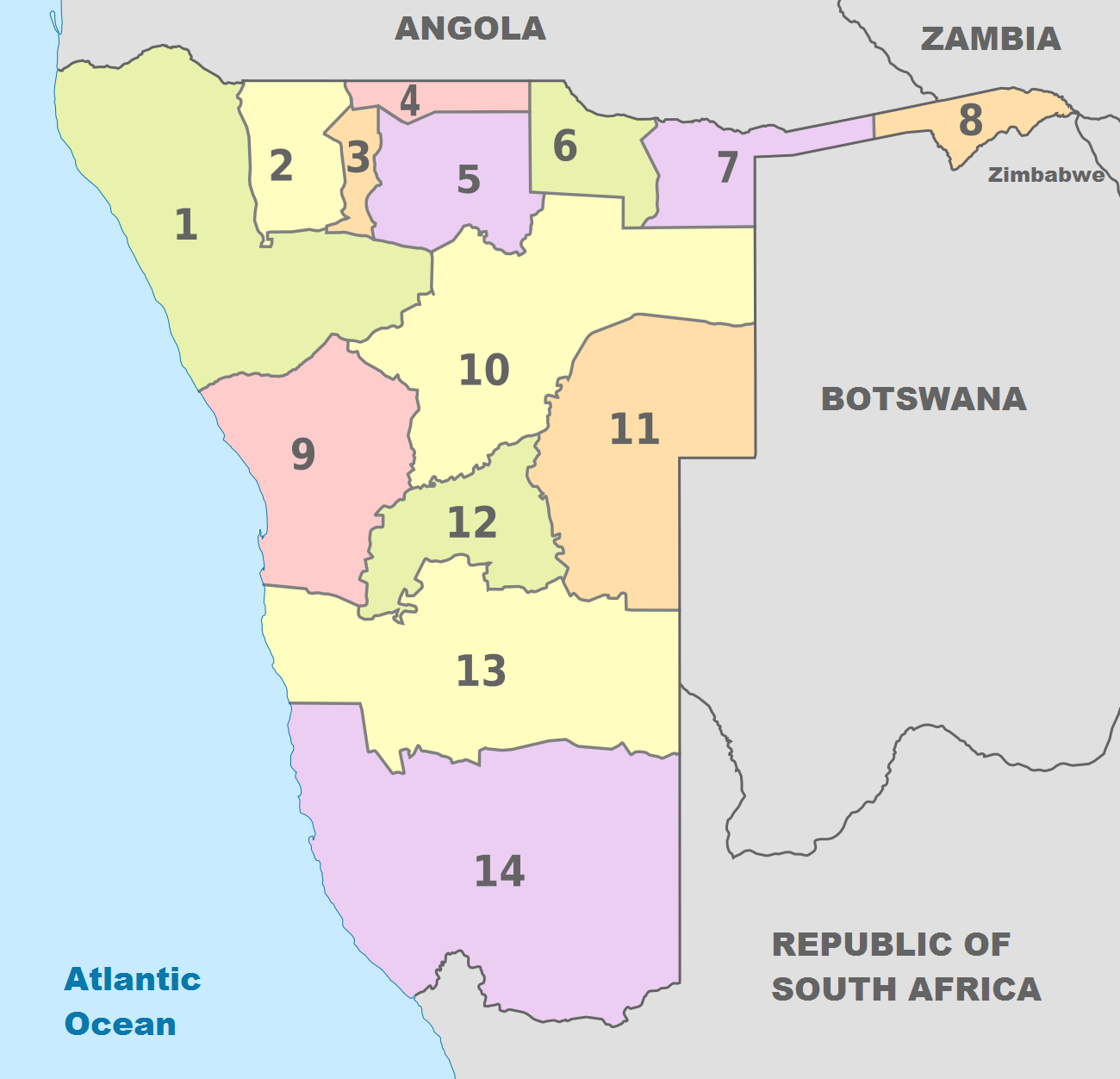
Carte des 14 régions de Namibie.

Depuis le 9 août 2013, la Namibie est divisée administrativement en quatorze régions, ; capitale entre parenthèses (les numéros correspondent à ceux de la carte) :
| N° | Région       | Capitale          | Population (2011) | Superficie (km²) | Densité de population (habitants/km²) | Remarque                                 |
| -- | ------------ | ----------------- | ----------------- | ---------------- | ------------------------------------- | ---------------------------------------- |
| 1  | Kunene       | Opuwo             | 86,856            | 115,260          | 0.8                                   |                                          |
| 2  | Omusati      | Outapi            | 243,166           | 26,551           | 9.1                                   |                                          |
| 3  | Oshana       | Oshakati          | 176,674           | 8,647            | 20                                    |                                          |
| 4  | Ohangwena    | Eenhana           | 245,446           | 10,706           | 22                                    |                                          |
| 5  | Oshikoto     | Omuthiyagwiipundi | 181,973           | 38,685           | 4.7                                   |                                          |
| 6  | Kavango West | Nkurenkuru        | 107,905           | 23,166           | 4.7                                   | Issue de la scission de Kavango          |
| 7  | Kavango East | Rundu             | 115,447           | 25,576           | 4.5                                   | Issue de la scission de Kavango          |
| 8  | Zambezi      | Katima Mulilo     | 90,596            | 14,785           | 6.1                                   | Appelée « Caprivi » jusqu'au 9 août 2013 |
| 9  | Erongo       | Swakopmund        | 150,809           | 63,539           | 2.4                                   |                                          |
| 10 | Otjozondjupa | Otjiwarongo       | 143,903           | 105,460          | 1.4                                   |                                          |
| 11 | Omaheke      | Gobabis           | 71,233            | 84,981           | 0.8                                   |                                          |
| 12 | Khomas       | Windhoek          | 342,141           | 36,964           | 9.2                                   |                                          |
| 13 | Hardap       | Mariental         | 79,507            | 109,781          | 0.7                                   |                                          |
| 14 | ǁKaras       | Keetmanshoop      | 77,421            | 161,514          | 0.5                                   | Appelée « Karas » jusqu'au 9 août 2013   |

## Circonscriptions
Les quatorze régions sont elles-mêmes divisées en 121 circonscriptions :
| N° | Carte | Région       | Circonscriptions |
| -- | ----- | ------------ | --- |
| 1  |       | Kunene       | - Epupa - Opuwo Urban - Opuwo Rural - Sesfontein - Khorixas - Kamanjab - Outjo                                                                                    |
| 2  |       | Omusati      | - Onesi - Tsandi - Outapi - Anamulenge - Ogongo - Okalongo - Oshikuku - Elim - Okahao - Etayi - Ruacana - Otamanzi                                                |
| 3  |       | Oshana       | - Oshakati East - Oshakati West - Ongwediva - Okaku - Okatana - Ondangwa Urban - Ondangwa Rural - Ompundja - Uukwiyu - Okatyali - Uuvudhiya                       |
| 4  |       | Ohangwena    | - Ongenga - Engela - Oshikango - Ondobe - Eenhana - Omundaungilo - Okongo - Ohangwena - Endola - Epembe - Omulonga - Oshikunde                                    |
| 5  |       | Oshikoto     | - Oniipa - Onayena - Olukonda - Omuntele - Onyaanya - Okankolo - Omuthiyagwiipundi - Engodi - Guinas - Tsumeb - Nehale lya Mpingana                               |
| 6  |       | Kavango West | - Mpungu - Nkurenkuru - Tondoro - Musese - Kapako - Mankumpi - Ncamagoro - Ncuncuni                                                                               |
| 7  |       | Kavango East | - Mukwe - Mashare - Ndiyona - Ndonga Linena - Rundu Urban - Rundu Rural                                                                                           |
| 8  |       | Zambezi      | - Kongola - Linyanti - Judea Lyabboloma - Sibbinda - Katima Mulilo Urban - Katima Mulilo Rural - Kabbe North - Kabbe South                                        |
| 9  |       | Erongo       | - Omaruru - Karibib - Daures - Arandis - Swakopmund - Walvis Bay Urban - Walvis Bay Rural                                                                         |
| 10 |       | Otjozondjupa | - Grootfontein - Otavi - Okakarara - Otjiwarongo - Okahandja - Omatako - Tsumkwe                                                                                  |
| 11 |       | Omaheke      | - Otjinene - Otjimbinde - Okarukambe - Gobabis - Kalahari - Aminius - Epukiro                                                                                     |
| 12 |       | Khomas       | - Samora Machel - Tobias Hainyeko - Moses //Garoeb - Katutura East - Katutura Central - John Pandeni - Khomasdal - Windhoek West - Windhoek East - Windhoek Rural |
| 13 |       | Hardap       | - Rehoboth West Urban - Rehoboth East Urban - Rehoboth Rural - Mariental Rural - Aranos - Mariental Urban - Gibeon - Daweb                                        |
| 14 |       | ǁKaras       | - Keetmanshoop Urban - Berseba - !Nami ≠ Nüs (auparavant Lüderitz) - Oranjemund - Karasburg East - Karasburg West - Keetmanshoop Rural                            |